# 2-Naftol
2-Naftol är ett färglöst, sidenglänsande, kristallinskt ämne, eller ett kristallinskt pulver med svag lukt och brännande smak. Det är svårlösligt i vatten, men lättlösligt i eter, kloroform, alkohol och i feta oljor.
Det löses även i alkalihydroxidlösningar under bildande av salter. Blandas en mättad lösning med lika volym ammoniak erhåller vätskan en svag, blåaktig fluorescens.
Genom tillsats av järnklorid till en vattenlösning av 2-naftol antar denna en grönaktig färg som försvinner efter en tid och en vit fällning uppstår.
Ämnet är en isomer av 1-naftol med skillnad i hydroxylgruppens placering på naftalen.

## Framställning
2-Naftol framställs genom inverkan av koncentrerad svavelsyra på naftalen vid en temperatur av 200 °C, varvid 2-naftalensulfonsyra erhålls, som behandlad med natriumhydroxid ger naftolnatrium ur vilken 2-naftol frigörs med saltsyra.

## Användning
2-Naftol är en viktig mellanprodukt vid tillverkning av s.k. naftolfärgämnen, som används inom bomullsfärgerier och har hög färgäkthet.
2-Naftol har också användning inom medicinen.